# Diatraea guapilella
Diatraea guapilella là một loài bướm đêm trong họ Crambidae.